# Ruševine stolnice v Hamarju
Stolnica Hamar (Domkirkeruinene på Hamar) so ruševine srednjeveške stolnice Hamar v Hamarju na Norveškem.
Stolnica Hamar je bila sedež starodavne škofije Hamar. Škofija v Hamarju je vključevala večino (sodobnih) okrožij Hedmark, Oppland in Buskerud. Ruševine so del muzeja Anno, nekdanjega muzeja Hedmark, in so bile izbrane kot območje tisočletja (norveško tusenårssted je mesto, ki ga je izbrala norveška občina ali okrožje za obeležitev prehoda v leto 2000) za okrožje Hedmark.

## Zgodovina
Stolnico je začel graditi škof Arnaldur (1124–52), ki je bil leta 1150 po vrnitvi iz Gardarja na Grenlandiji imenovan za prvega škofa Hamarja. Stolnica je bila dokončana približno v času škofa Pavla (1232–52). Prvotno je bila zgrajena v romanskem arhitekturnem slogu, kasneje pa spremenjena v gotsko. Škof Thorfinn iz Hamarja (1278–82) je bil izgnan in umrl v Ter Doestu v Flandriji. Thorfinn in številni drugi škofje tega območja se niso strinjali z norveškim kraljem Erikom II. glede številnih vprašanj, vključno s škofovskimi volitvami. Škof Jörund (1285–86) je bil premeščen v Trondheim.
Po reformaciji na Norveškem se je stavba preimenovala v Hamarhus in postala rezidenca lokalnega šerifa. Čeprav je bila še vedno v uporabi, je stolnica propadla, kar je doseglo vrhunec z obleganjem s strani švedske vojske in poskusom rušenja leta 1567 med severno sedemletno vojno. Švedske sile so začele napade na vzhodno Norveško, zavzele Hamar in nadaljevale proti Oslu. Švedi so se kasneje umaknili in na poti zažgali Hamar ter uničili stolnico Hamar in Hamarhus.
Leta 1987 se je začela gradnja zaščitne konstrukcije za ohranitev ostankov stolnice. Značilni oboki ruševin stolnice, ki so bili dokončani leta 1998, so danes zaščiteni z enim najbolj ambicioznih gradbenih projektov te vrste, ki jih je kdaj koli izvedla norveška vlada.

## Galerija
- Loki v ruševinah katedrale